# Alişan
Alişan (* 19. Juni 1976 in Istanbul; eigentlich Serkan Burak Tektaş) ist ein türkischer Arabesk- und Popmusiker, Serien- und Kinoschauspieler kurdisch-zazaischer Abstammung.

## Karriere
Mit seinem 1997 bei Prestij Müzik veröffentlichten Album Sana Bir Şey Olmasın gelang ihm der musikalische Durchbruch. 1998 war er zum ersten Mal in der Serie Aynalı Tahir als Schauspieler zu sehen.

## Diskografie

### Alben
| - 1991: Derdo - 1994: Delimisin Ne - 1996: Aşık Oldum - 1997: Sana Bir Şey Olmasın - 1999: Var Ya - 2000: Türküler / Kara Çadır - 2001: Alişan - 2002: Söz Mü? | - 2003: Keje - 2004: Kalbim Ellerinde - 2005: Olay Bitmiştir - 2007: Ve Kimselere Güvenmiyorum - 2008: Sevgilerimle - 2011: 10 - 2013: Seni Biraz Fazla Sevdim - 2014: İhtiyacı Var |

### Kollaborationen
- 2007: Senfonik Çağdaş İlahiler (mit Sami Özer)

### Singles
| - 1994: Yemen Türküsü - 1994: Delimisin Ne - 1996: Aşık Oldum - 1996: Tarifi Yok - 1997: Kralı Gelse - 1997: Sana Bir Şey Olmasın - 1998: Aynalı Tahirim - 1998: Gülüm - 1999: Var Ya - 1999: Hepimiz Kardeşiz (mit Prestij Sanatçıları) - 1999: Berivan - 2000: Şoför - 2001: Ah Le Yar - 2001: Yolun Sonu Görünüyor - 2001: Belki Seneye - 2002: Söz Mü? - 2002: Papatya ile Karabiber (mit Sibel Can) - 2004: Erkekler De Ağlar (mit Seda Üren) - 2004: Kalbim Ellerinde - 2004: Seni Sevmek - 2004: Oy Gelin - 2005: İkimize Birden - 2005: Yalan Oldu - 2005: Olay Bitmiştir - 2005: Şampiyonsun Fenerbahçem - 2005: Naze - 2006: Arhipelagos / Söyle (von Ziynet Sali – Hintergrundstimme) - 2007: Hele Bi | - 2007: Ve Kimselere Güvenmiyorum - 2007: Salavat-ı Şerife (mit Sami Özer) - 2007: Sarı Güller / Sen Yaralı Ben Yaralı - 2007: Urfalı Sevmiş - 2008: Gidebilen Hiç Olmadım - 2008: Aşkın Vurduğu Yerde Çiçekler Açar - 2008: Cane Cane - 2011: Melekler İmza Topluyor (mit Demet Akalin) - 2011: Benim Aşkım - 2012: Figuran - 2013: Vebal - 2014: Seni Biraz Fazla Sevdim - 2014: İhtiyacı Var (mit Emrah) - 2014: Yar Meleke - 2015: Kim Bilir Şimdi Nerdesin - 2016: Ölümsüz Aşklar - 2017: Uslu Dururum - 2017: Zor Sensiz - 2018: Biliyorum Dönmeyecek - 2018: İlahi Adalet - 2019: Yağmurlar (mit Furkan Özsan) - 2021: Tükeneceğiz (mit Tefo) - 2022: Dön Hadi - 2022: Öldüren Sevda (mit Belgin Tunçbilek) - 2023: Olsun - 2023: Sen Aldırma - 2024: Sormaz Mıyım (mit Ceylan Avcı) - 2025: Natamam |

## Filmografie
Serien:
- 1998: Aynalı Tahir
- 1999: Kurt Kapanı
- 2001: Aşkına Eşkiya
- 2004: Cennet Mahallesi
- 2008: Gonca Karanfil
- 2008: Mert ile Gert

Kinofilm:
- 2002: Papatya ile Karabiber

## Auszeichnungen
- 1999: Altın Kelebek Award in der Kategorie Bester Fantezi-Musiker
- 2006: Altın Kelebek Award in der Kategorie Bester Fantezi-Musiker